# The Polo Substitute
Pour plus de détails, voir Fiche technique et Distribution.
The Polo Substitute est un film muet américain réalisé par Colin Campbell et sorti en 1912.

## Fiche technique
- Réalisation : Colin Campbell
- Scénario : Hobart Bosworth
- Production : William Nicholas Selig
- Date de sortie : États-Unis : 18 juillet 1912

## Distribution
- Hobart Bosworth : Probyn Hampstead
- William Duncan : l'amant jaloux
- Tom Santschi : John Smart
- Herbert Rawlinson
- George Hernandez
- Roy Watson
- Lillian Hayward
- Betty Harte : Margaret Bush